# English Defence League

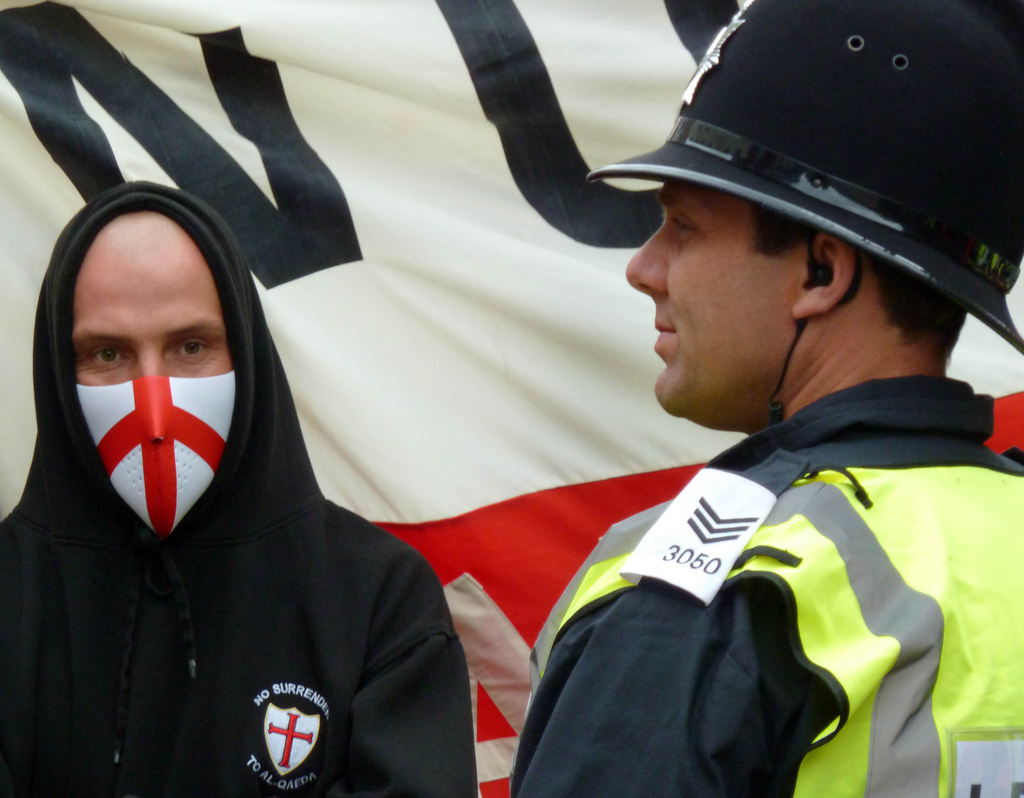
EDL-mars

De English Defence League (EDL) is een Britse extreemrechtse anti-islamistische organisatie.
De organisatie stelt een tegenwicht te bieden aan de verspreiding van islamisme, shariawetgeving en islamitisch extremisme in het Verenigd Koninkrijk.
Hoewel de organisatie stelt dat het vreedzame betogingen wil houden, leiden deze met regelmaat tot geweld. De oorzaak van het geweld is vaak conflicten met tegenstanders, met name Unite Against Fascism (UAF).
De EDL steunde Geert Wilders door middel van een demonstratie tijdens diens bezoek aan het Verenigd Koninkrijk. Op 31 oktober 2010 organiseerde de EDL onder het samenwerkingsverband European Freedom Initiative (EFI), waar ook de Dutch Defence League onder valt, een pro-Wilders-betoging in Amsterdam. Nadat Antifa!-Amsterdam, Anti-Fascistische Aktie en Ajax-supporters tegenacties aankondigden, verplaatste burgemeester Eberhard van der Laan de EDL-demonstratie uit veiligheidsoverwegingen naar het havengebied. Er kwamen slechts enkele tientallen demonstranten opdagen. Nabij het demonstratieterrein in het havengebied werden enkele pro- en contrademonstranten aangehouden. Een tegendemonstratie van het Platform tegen Vreemdelingenhaat bij de Dokwerker trok enkele honderden demonstranten. Wilders zelf distantieerde zich van de EDL en zijn demonstratie.